# Mount Kitchener
Mount Kitchener är ett berg i Alberta inom Columbia Icefield i Jasper National Park, som ingår i Canadian Rockies i Kanada. Berget kan ses från Icefields Parkway (#93) nära Sunwaptapasset.
Berget hette ursprungligen Mount Douglas, ett namn det fått av J. Norman Collie efter David Douglas. 1916 ändrades namnet till det nuvarande efter Horatio Herbert Kitchener, som just dödats i det då pågående första världskriget.

## Rutter
- SouthWest Slopes (Normal Route) I
- Grand Central Couloir V 5.9
- Ramp Route V 5.8